# یرگوج (قوبا)
یرگوج (به ترکی آذربایجانی: Yergüc) یک منطقه مسکونی در جمهوری آذربایجان است که در شهرستان قوبا واقع شده است.